# (175) Andrómaca
(175) Andrómaca es un asteroide perteneciente al cinturón de asteroides descubierto por James Craig Watson el 1 de octubre de 1877 desde el observatorio Detroit de Ann Arbor, Estados Unidos.
Está nombrado por Andrómaca, un personaje de la mitología griega.

## Características orbitales
Andrómaca está situado a una distancia media de 3,185 ua del Sol, pudiendo acercarse hasta 2,444 ua. Su excentricidad es 0,2326 y la inclinación orbital 3,219°. Emplea 2076 días en completar una órbita alrededor del Sol.